# 21922 Mocz
21922 Mocz este un asteroid din centura principală de asteroizi.

## Descriere
21922 Mocz este un asteroid din centura principală de asteroizi. A fost descoperit pe 3 noiembrie 1999 la Socorro, New Mexico, în cadrul proiectului LINEAR. Asteroidul prezintă o orbită caracterizată de o semiaxă mare de 2,25 ua, o excentricitate de 0,14 și o înclinație de 7,2° în raport cu ecliptica.